# Benzz
Benzz (* 2003 oder 2004 in London; Eigenschreibweise BenzZ) ist ein britischer Rapper.

## Leben
Benzz wuchs in London auf, in der Nähe der Ladbroke Grove. Er hat marokkanische Wurzeln. In seiner Jugend spielte er Fußball, unter anderem für die Jugendmannschaft der Queens Park Rangers. Im September 2021 begann er mit seiner Musikkarriere und nahm erste Tracks als Rapper auf. Dabei setzt er auf Anonymität und rappt mit einem Bandana als Maske.
Mit 18 Jahren stand er an der Schwelle zum Fußballprofi und hatte Try-Outs beim FC Brentford. Schließlich entschied er sich jedoch für eine Musikkarriere. Über TikTok wurde sein Song Je m'appelle populär, der unter anderem von den Accounts von FIFA, der UCL und Real Madrid genutzt wurde. Das dazugehörige Video erschien am 21. April 2022 über die Grime-Seite GRMDaily. Regie führte Marta Strauss, die unter anderem auch schon für Tion Wayne, Millionz und Ms. Banks arbeitete. Im Video ist Ladbroke Grove zu sehen. Der Song basiert auf einem Sample des Dance-Tracks Destination Calabria des Musikproduzenten Alex Gaudino.

## Diskografie
- 2022: Je m’appelle (Single, Heightless Records)
- 2022: Alors alors (Single)
- 2023: Drouba (mit Baby Gang, ElGrandeToto & 3robi, Single)

## Auszeichnungen für Musikverkäufe
| Goldene Schallplatte - Belgien - 2023: für die Single Je m’appelle - Dänemark - 2024: für die Single Je m’appelle - Frankreich - 2024: für die Single Je m’appelle | Platin-Schallplatte - Polen - 2023: für die Single Je m’appelle |

Anmerkung: Auszeichnungen in Ländern aus den Charttabellen bzw. Chartboxen sind in ebendiesen zu finden.
| Land/RegionAuszeichnungen für Musikverkäufe (Land/Region, Auszeichnungen, Verkäufe, Quellen) | Gold     | Platin  | Verkäufe | Quellen           |
| -------------------------------------------------------------------------------------------- | -------- | ------- | -------- | ----------------- |
| Belgien (BRMA)                                                                               | Gold1    | —       | 20.000   | ultratop.be       |
| Dänemark (IFPI)                                                                              | Gold1    | —       | 45.000   | ifpi.dk           |
| Deutschland (BVMI)                                                                           | Gold1    | —       | 200.000  | musikindustrie.de |
| Frankreich (SNEP)                                                                            | Gold1    | —       | 100.000  | snepmusique.com   |
| Polen (ZPAV)                                                                                 | —        | Platin1 | 50.000   | olis.pl           |
| Vereinigtes Königreich (BPI)                                                                 | Gold1    | —       | 400.000  | bpi.co.uk         |
| Insgesamt                                                                                    | 5× Gold5 | Platin1 |          |                   |